# Hasan Seyfollahifard
Hasan Seyfollahifard , né le 5 mai 1993, est un coureur cycliste iranien.

## Biographie
En 2024, il devient champion d'Iran sur route. La même année, il se classe deuxième d'une compétition turque inscrite au calendrier de l'UCI Europe Tour. Il représente également son pays aux championnats d'Asie, où il prend la onzième place de la course en ligne.

## Palmarès et résultats

### Par année
- 2022
  - 2e du championnat d'Iran sur route
- 2023
  - 3e du championnat d'Iran sur route
- 2024
  -  Champion d'Iran sur route
  - 2e du Grand Prix Altınkale

### Classements mondiaux
| Année         | 2021 | 2022 |
| ------------- | ---- | ---- |
| UCI Asia Tour | 88e  | 124e |